# Revista Ruptura
La Revista Ruptura es una revista jurídica, académica y científica publicada anualmente por la Asociación Escuela de Derecho de la Facultad de Jurisprudencia de la Pontificia Universidad Católica del Ecuador. La revista Ruptura fue la primera revista académica en Ecuador con una línea editorial jurídica, su primera publicación fue en el año de 1949.
La revista Ruptura se enfoca principalmente en la ciencia del Derecho y la dogmática jurídica. Sus artículos principalmente tocan temas jurídicos relevantes en la política o los cambios legales en Ecuador. Ruptura tiene una línea editorial orientada en la producción de investigación académica e impulsa la redacción de estudiantes, profesores y profesionales destacados en el Derecho.
La publicación tiene una tiraje aproximadamente de 1.000 ejemplares, y también realiza una publicación digital en línea a través de su página web.

## Historia
Tres años luego de la fundación de la Facultad de Jurisprudencia en la PUCE, los primeros estudiantes de la Facultad de Jurisprudencia publicarón una revista a la que llamaron “Revista de la Asociación Escuela de Derecho”. El primer ejemplar de la revista fue publicado en marzo de 1949.
El docente Aurelio Espinosa Pólit, (primer rector de la Pontificia Universidad Católica del Ecuador) escribió en las palabras iniciales de la revista con la frase:

“Antes que tenga revista propia la Universidad Católica del Ecuador, como tal, la va a tener la Asociación Escuela de Derecho de la misma. Y me alegro sinceramente de ello”.

Desde entonces, la Asociación Escuela de Derecho de la Pontificia Universidad Católica del Ecuador ha continuado con la publicación regular de la revista. Las publicaciones, desde el año 1965 se han publicado ininterrumpidamente de manera anual.

## Nombre
Después de ser publicada con varios títulos la revista de la facultad de derecho de la PUCE, en el año de 1965, se denominó definitivamente a la revista con el nombre “RUPTURA”, el nombre se debe a que la edición del volumen No.18 de la revista (1965) empleó la frase: 

"…hoy, en nuestra mente, en nuestro corazón y en nuestras actitudes hemos de producir una RUPTURA con el desorden legalizado que nos rodea."

El nombre Ruptura, hacía referencia a interrumpir el desorden legalizado a nivel jurídico en Ecuador. 
La editorial de la revista consideraba necesario provocar esta ruptura desde la Universidad porque "mas tarde ya no será tiempo". En ese sentido, el nombre hacía referencia a romper con todo aquello que pudiera ser usado como instrumento para perpetuar la continuidad de las leyes ya establecidas.

## Editores destacados
Varios editores destacados han escrito en la revista.

### Presidentes del Ecuador
- Camilo Ponce Enríquez, expresidente constitucional de la República del Ecuador.
- Osvaldo Hurtado Larrea, expresidente constitucional de la República del Ecuador.
- Fabián Alarcón, expresidente interino de la República del Ecuador.

### Funcionarios del gobierno de Ecuador
- Julio César Trujillo Vásquez, presidente del Consejo de Participación Ciudadana y Control Social; ex decano de la PUCE.
- Jorge Salvador Lara, ex canciller de la República del Ecuador. Político, diplomático e historiador ecuatoriano.
- Carlos Solines Coronel, viceministro de Recursos Naturales y Energéticos,[6] abogado y conjuez del Presidente de la Primera Sala de lo Laboral de la Corte Suprema de Justicia en Ecuador.
- Hernán Salgado Pesantes, presidente de la Corte Constitucional del Ecuador, hasta 2022, y presidente de la Corte Interamericana de Derechos Humanos, entre 1997 y 1999.

### Decanos
- Ximena Moreno de Solines, ex decana de la facultad de Jurisprudencia de la PUCE.
- Julio Tobar Donoso, primer decano de la facultad de Jurisprudencia de la PUCE.
- Mario Melo Cevallos, decano de la facultad de Jurisprudencia de la PUCE.